# 德林達鎮區 (伊利諾伊州喬戴維斯縣)
德林達鎮區（英語：Derinda Township）是位於美國伊利諾伊州喬戴維斯縣的一個行政鎮區。

## 地方資料
根據2010年美國人口普查的數據，德林達鎮區的面積為95.90平方千米，當中陸地面積為95.70平方千米，而水域面積為0.20平方千米。當地共有人口308人，而人口密度為每平方千米3.21人。